# Eudarcia echinatum
Eudarcia echinatum är en fjärilsart som beskrevs av Petersen och Reinhardt Gaedike 1985. Eudarcia echinatum ingår i släktet Eudarcia och familjen äkta malar.
Artens utbredningsområde är Cypern. Inga underarter finns listade i Catalogue of Life.